# Jan Hegenberg

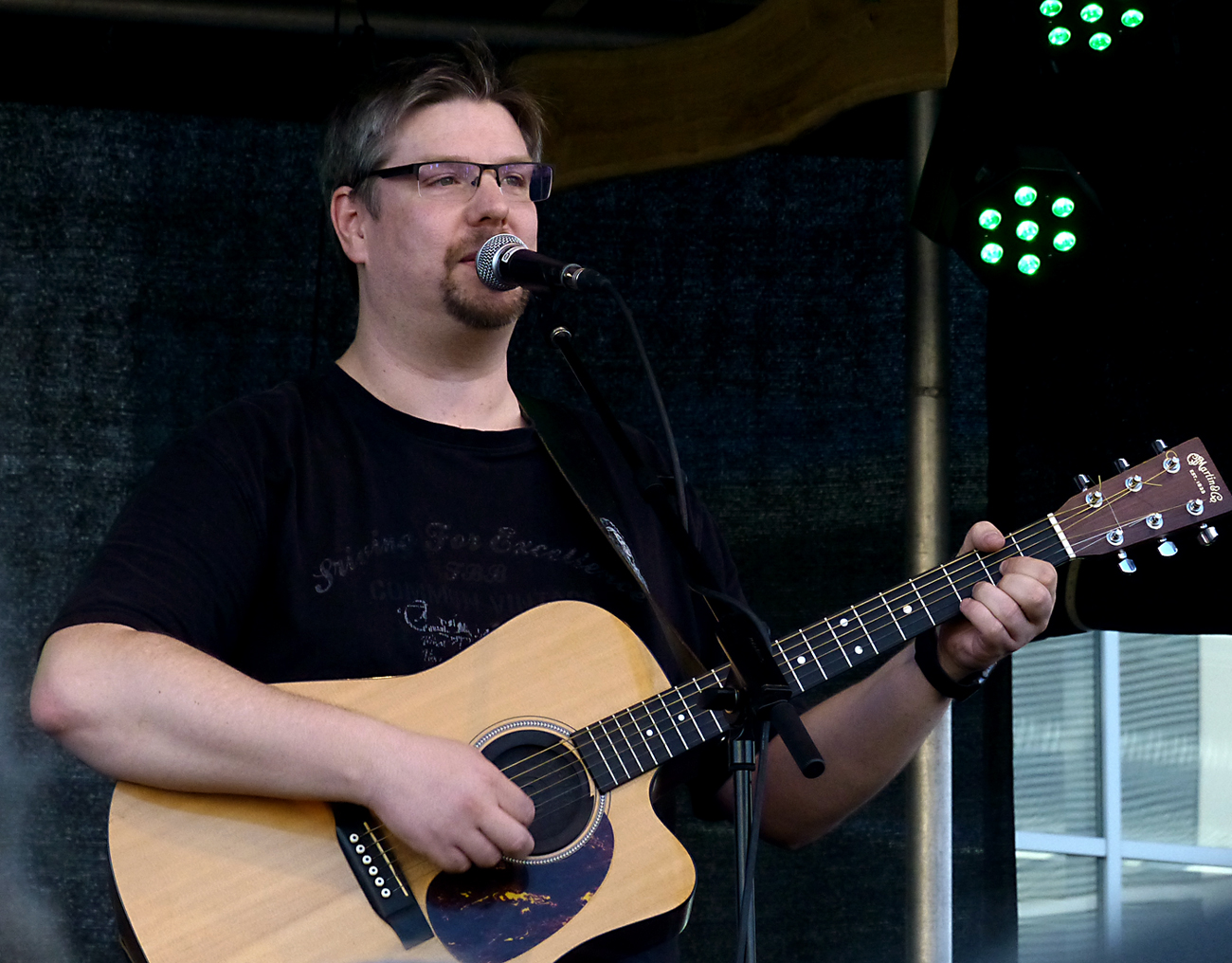
Jan Hegenberg, 2017

Jan Hegenberg (* 19. November 1976 in Witten) ist ein deutscher Musiker, der unter anderem über Computerspiele und deren Spieler singt.

## Leben und Werk

### Veröffentlichungen und Auftritte
In der Szene der „Gamer“ hat Hegenberg einen hohen Bekanntheitsgrad erreicht.
Hegenberg entschied sich gegen eine Plattenfirma und startete seine Karriere mit der weitgehend kostenlosen Veröffentlichung seiner Produkte – ab 2003 als Download-Angebot, 2004 zudem als DVD-Beilage der PC-Zeitschrift PC Action (Auflage 150.000).
Last.fm zählte im Mai 2008 fast 500.000-mal abgespielte Hegenberg-Titel von 13.000 gelisteten Zuhörern, obwohl die Stücke auf der offenen Plattform erst seit April 2008 verfügbar waren. Von Fans zu Hegenberg-Titeln produzierte YouTube-Videos wurden bereits millionenfach abgerufen. Einnahmequellen des Künstlers sind u. a. Sponsoren wie Atari, Levicom und Xilence sowie deutschlandweite Konzerte. Im Herbst 2008 sicherte sich Media Markt die Exklusivrechte für Hegenbergs Rollenspielhit-Compilation Schlachtenlaerm, die parallel zum World-of-Warcraft-Add-on Wrath of the Lich King veröffentlicht wurde. Im Jahr 2009 veröffentlichte Jan Hegenberg sein fünftes Album Untot auf Urlaub. Am 17. April 2010 trat Jan Hegenberg mit der Band BAM auf der Role Play Convention 2010 in Köln live auf.

### Presse-Echo
In den Medien ist die Meinung zu Hegenberg geteilt. Während ihn beispielsweise RTL II als „vermutlich erfolgreichsten Künstler der freien Musikszene“ gefeiert hat, urteilt Musikkritiker Henrik Drüner (Kieler Nachrichten), sein Erfolgsgeheimnis seien die grenzdebilen Texte, die vom Publikum Wort für Wort mitgegrölt werden. Die Berliner Zeitung mutmaßte 2003, dass Hegenberg „in der Szene wahrscheinlich bekannter als Britney Spears“ sei.

## Diskografie
- 2005: DEMOtape
- 2006: Gamer sind geil!
- 2008: BAM!! HEGENBERG
- 2008: Schlachtenlaerm
- 2009: Untot auf Urlaub
- 2012: Gamer No. 1
- 2015: Games Make My Day
- 2016: Hegenberg Backstage (Live-Album)
- 2017: Hegendary
- 2019: Einmal Gamer – Immer Gamer (Best of)
- 2021: Epic Loot
- 2024: Gamer’s Paradise